# Édouard Robert
Pour les articles homonymes, voir Robert.
Édouard Robert est un entrepreneur et industriel français né le 8 octobre 1839 à Vallerois-le-Bois et mort le 13 septembre 1897 à Fouras. Il fait passer au stade industriel l'invention à la fin des années 1860 du biberon Robert à soupape (système long tuyau agrémenté d'un second trou dit « soupape » pour la régulation du débit), due à son père Jean-Pierre Robert (Granges-le-Bourg, 1814 - Presle, 1886). Les biberons Robert dominent le marché du biberon en France pendant plus d'un demi-siècle.

## L'entreprise de biberons

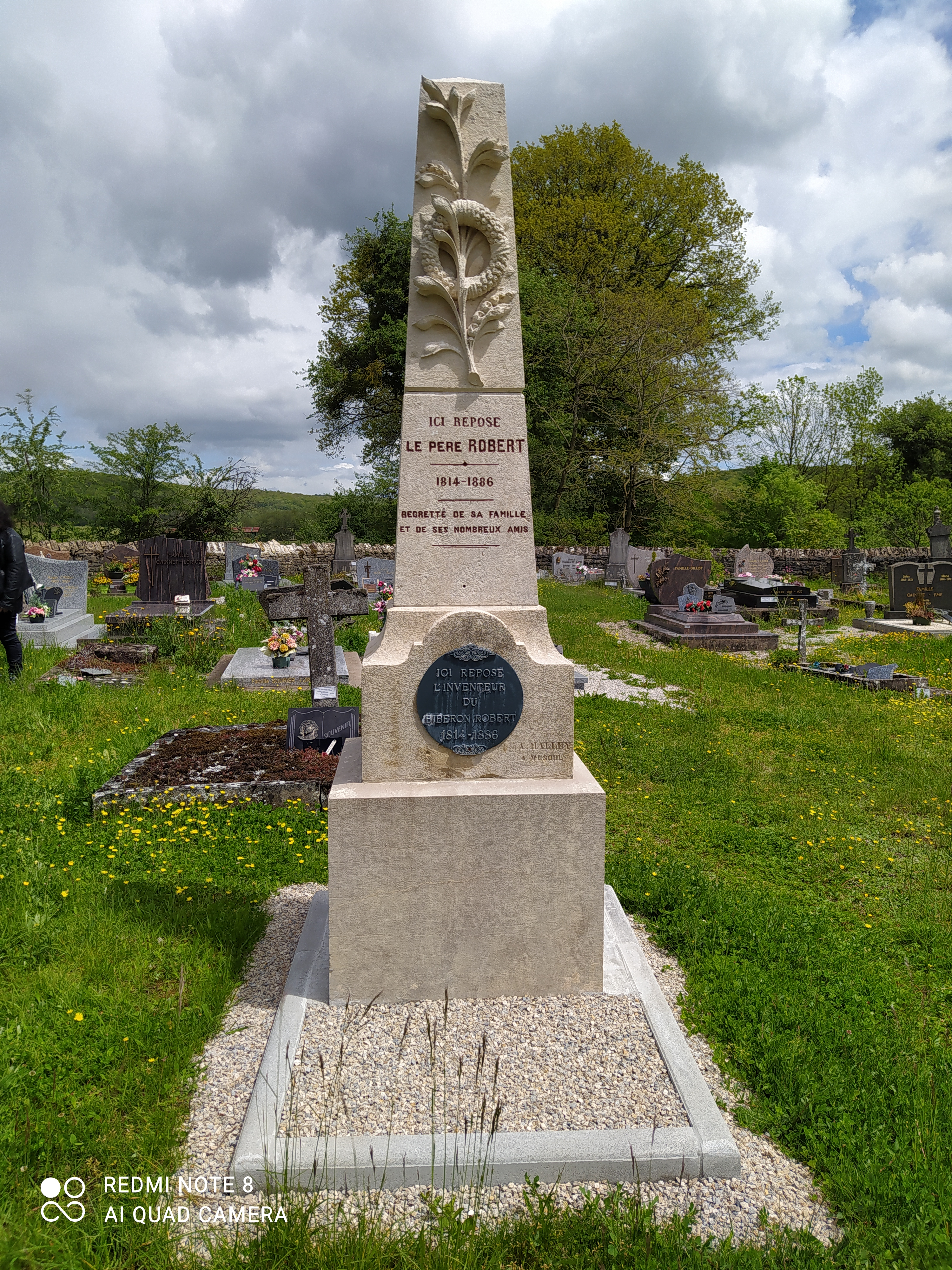
Tombe restaurée en 2021.

Édouard Robert dépose un brevet en 1869 pour l'invention de son père (brevet no 86900 du 22 septembre 1869. Il vit alors à Dijon et y fonde une usine pour l'exploiter, avant de poursuivre son travail à Paris.
Le biberon inventé par les Robert reçut les louanges de nombreuses personnes. Ainsi en 1873, le biberon Robert à soupape reçoit une médaille d'honneur, Inscription : « Paris 1873 - Exposition Universelle - Honneur à Robert » et une autre à Marseille l'année suivante par la Société protectrice de l'enfance. Vers 1880, il déménage à Paris, place Daumesnil. Pendant les années 1890, alors que le biberon à soupape est de plus en plus décrié, Robert lance le biberon tuteur.

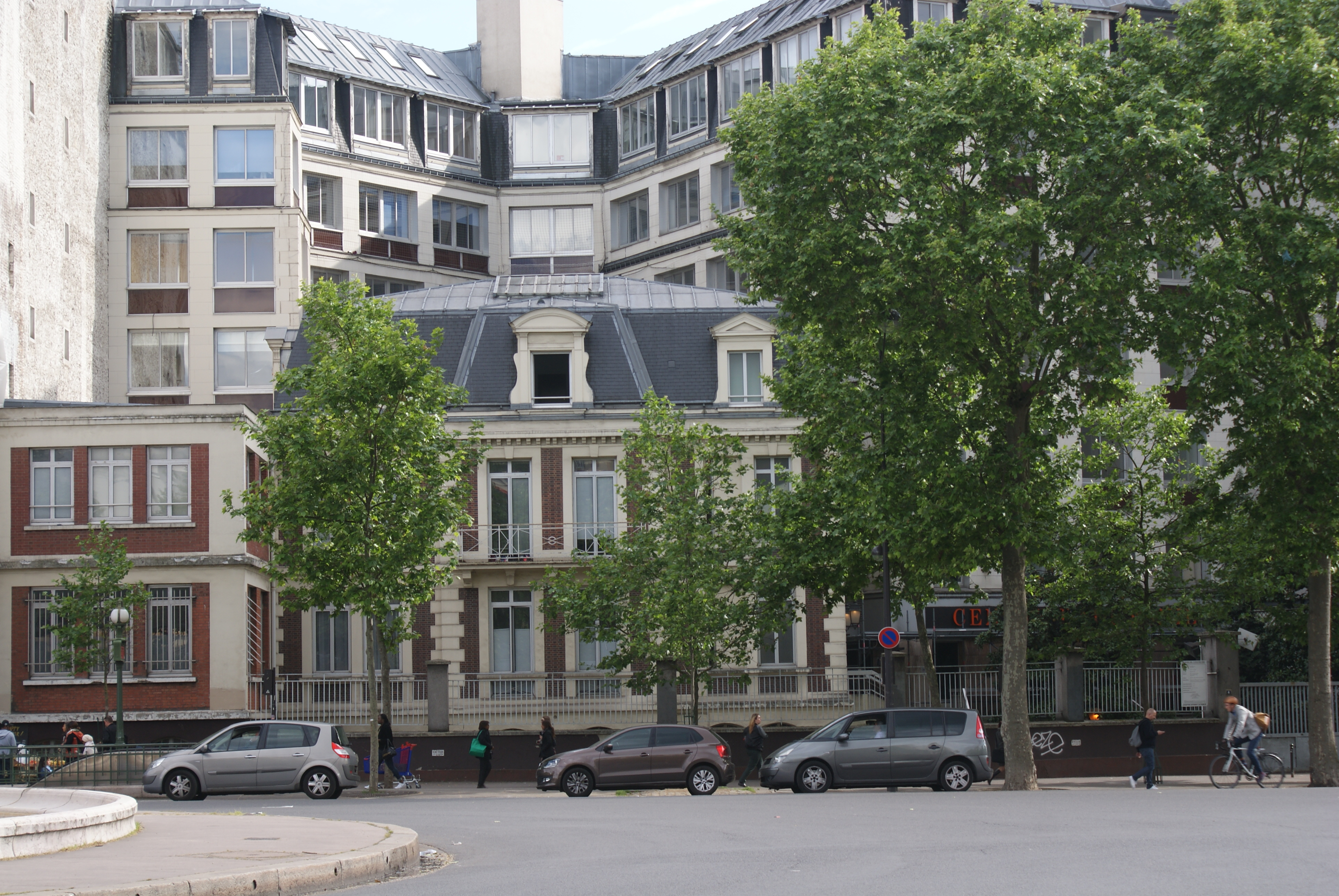
Maison d'Édouard Robert, Place Félix-Éboué (Paris), détruite en 2018.
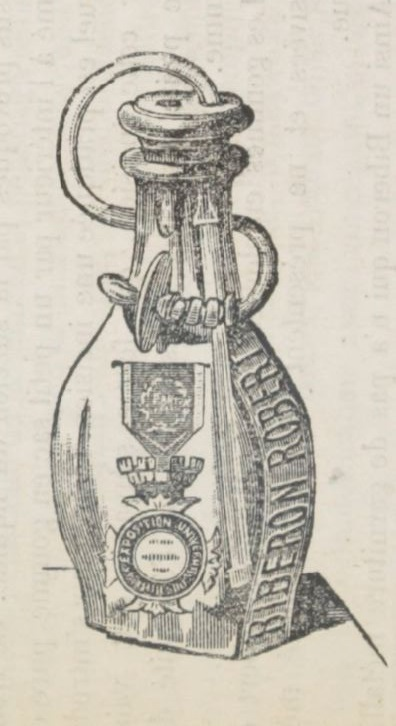
Biberon Robert dans L'art d'élever les enfants au biberon, 1877.
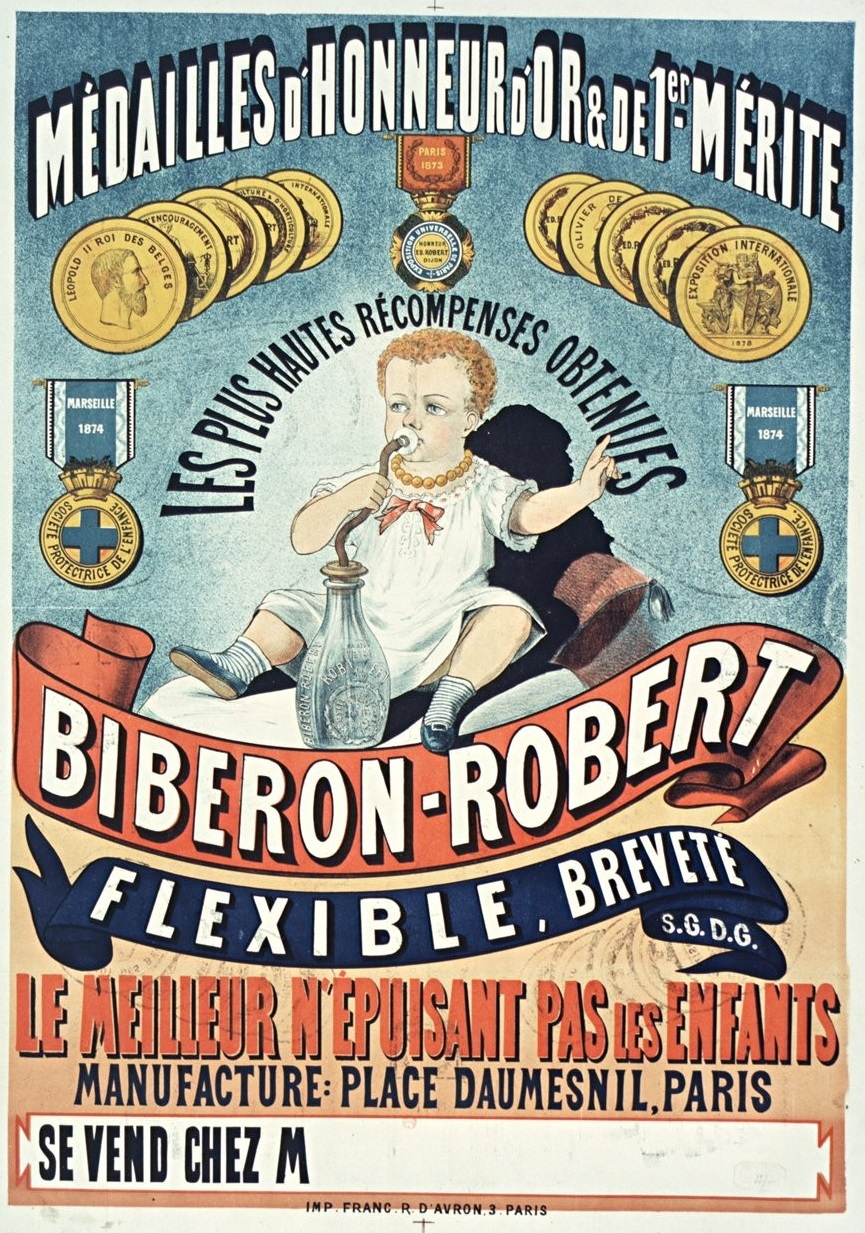
Biberon Robert - publicité, 1882.

## L'eau de Saint-Yorre
En 1891, Édouard Robert s'installe à Saint-Yorre : il y fait bâtir le Château-Robert et creuse des puits afin d'exploiter l'eau minérale. Il ouvre un magasin en ville (eau en bouteille et pastilles) et fait du parc de son château un parc d'attraction avant la lettre.

## Fin de vie et héritage
Il meurt en 1897.
La rue Édouard-Robert a été ouverte à proximité de la place Daumesnil le 2 novembre 1921 sur les propriétés d'Édouard Robert, elle s'est tout d'abord appelée rue du Biberon-Robert.
Le terme argotique de « roberts » afin de désigner les seins d'une femme provient de la relation entre ses fameuses inventions de biberons et son nom.